# Campylopus perfalcatus
Campylopus perfalcatus är en bladmossart som beskrevs av Brotherus 1901. Campylopus perfalcatus ingår i släktet nervmossor, och familjen Dicranaceae. Inga underarter finns listade i Catalogue of Life.